# ساسوار (مجارستان)
ساسوار (به مجاری:  Szászvár) یک منطقهٔ مسکونی در مجارستان است که در ناحیه کوملو واقع شده‌است.